# Wartberg (Heilbronn)
El Wartberg es una montaña con una altitud de 308 m s. n. m. que se encuentra próxima a la ciudad de Heilbronn, Alemania.

## Historia
La montaña "Wartberg" de Heilbronn fue llamada originalmente por su situación geográfica con respecto a la ciudad como "Montaña del Norte" en la lengua del lugar. En la Edad Media ya se le denominaba como "Wartturm" del que deriva su nombre actual. Durante diferentes periodos de la historia reciente ha servido para instalar en su cima torres de observación, y algunas siguen en la actualidad tal como el restaurante que funciona en su cima. Ya alrededor de 1760  "Wartberg" dio nombre a una cerveza y un vino. Goethe estuvo en  "Wartberg" en el año 1797 coincidiendo con su 48 cumpleaños. 
El historiador de Heilbronn Alfred Schliz refiere que en la cima de la montaña hay un corte redondeado con forma de óvalo de 120 x 85 metros en el que se localiza los restos de un terraplén del anillo con la zanja del castillo „Volksburg“ (ciudadela) del pueblo. Un túmulo del tiempo de este lugar, fue adornado por la comunidad de Heilbronn en 1900 con asteriscos de diez puntas y transformado con mesas y bancos de piedra.
El punto de la montaña "Wartberg" situado más al sur es el denominado Rebstöckle. Aquí un pabellón de madera ofrece una panorámica sobre el valle del río Neckar y las montañas del "Zabergäus". El punto más al este de la montaña "Wartberg" es el  denominado Lemppruhe, señalado a finales del siglo XIX como "Oberförster Lempp", gracias a la asociación del adorno. En su punto norteño, a la espalda de Heilbronn es el denominado Wolfszipfel un depósito de  basura y un  área de ejercicios de tráfico. En el área de la descarga se encuentran los remanentes de los baños públicos romanos, que fue descubierto en 1933 con la construcción de un camino  y, excavado por la asociación histórica, rellenado sin embargo después de 1970 por la descarga de basura. 
Al pie de la montaña y en su ladera hay un tanque elevado de agua que construyó la antigua compañía de suministros de aguas de Heilbronn. El primer tanque se construyó en 1874 a una altitud de 208 m s. n. m. Cuando estuvo previsto que el incremento de la población de Heilbronn en sus zonas sur y este podrían sobrepasar estas altura, se hizo necesaria la construcción de un segundo tanque elevado. Este se construyó entre 1924 y 1926 a unos 275 m s. n. m. en la ladera rocosa de la montaña debajo de la zona de mantenimiento del restaurante, siendo visible desde la ciudad. Debido a que el área topográfica donde estaba construido no permitía construirlo en su totalidad dentro de la montaña, se le construyó en la parte vista una atractiva fachada con un diseño de arcadas para protegerlo de la exposición directa del sol. El tanque tenía tal situación que podía ser usado como la base para la construcción de un hotel. Sin embargo los planes de construcción del hotel fueron desestimados.